# Blaubeiniges Buntfröschchen

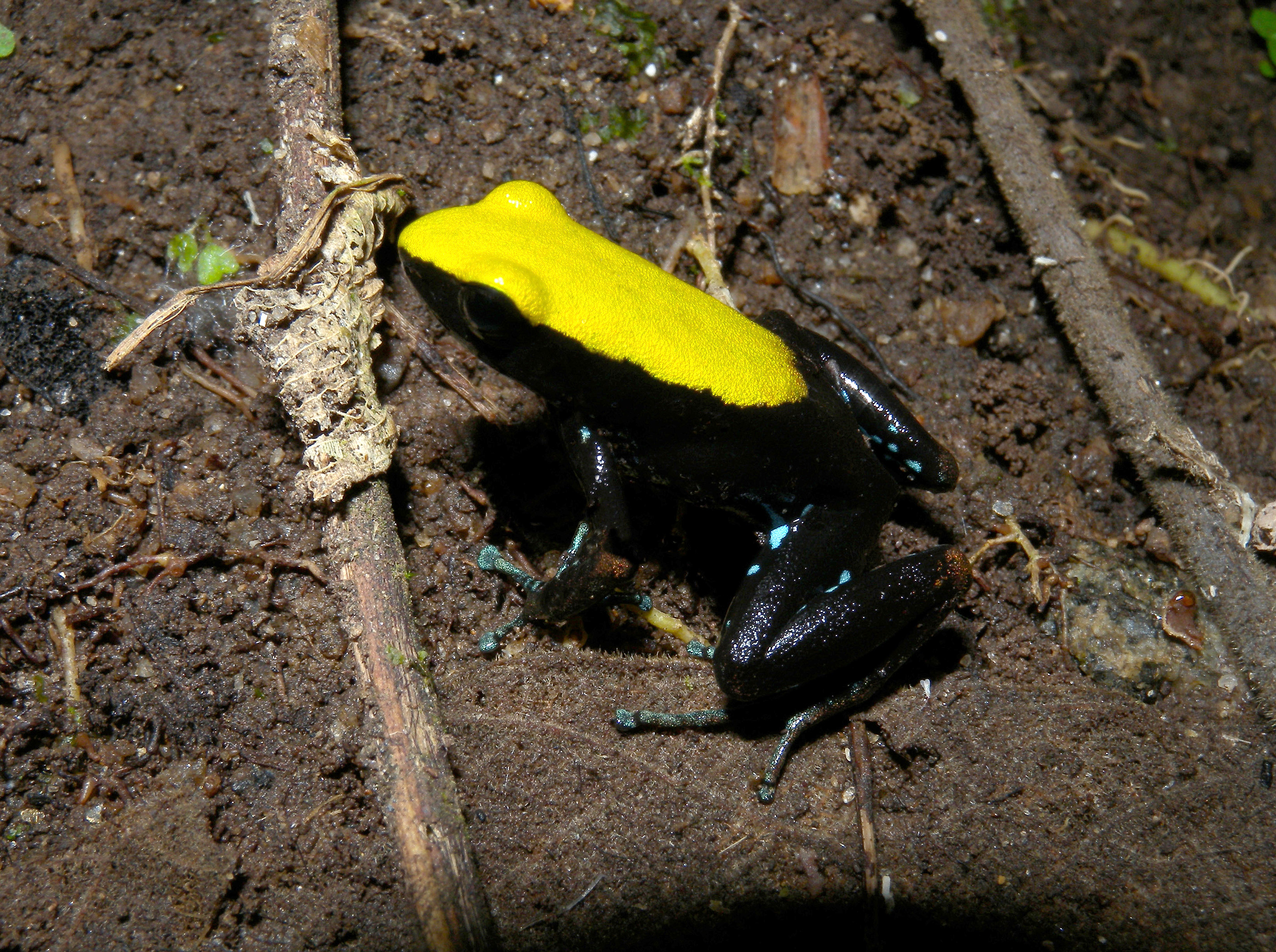
Mantella laevigata (zum Vergleich)

Das Blaubeinige Buntfröschchen (Mantella expectata) ist eine endemisch auf Madagaskar vorkommende Froschlurchart (Anura) aus der Gattung der Madagaskar-Buntfrösche (Mantella).

## Merkmale
Die Kopf-Rumpf-Länge von Mantella expectata variiert von 20 bis zu 26 Millimetern. Kopf und Rücken sind schmutzig gelb bis zitronengelb gefärbt, am Hinterteil zuweilen leicht rotbraun auslaufend.  Die auffällige gelbe Rückenfärbung der Frösche soll potentiellen Fressfeinden deren Ungenießbarkeit signalisieren  (Aposematismus), da die Haut Alkaloidtoxine enthält. Der Übergang zu den schwarzen Flanken ist scharf und deutlich. Die Gliedmaßen haben eine hellblaue bis graublaue Farbe. Ein dünner bläulich weißer Streifen erstreckt sich entlang der Oberlippe und verläuft bis zum Vorderbeinansatz. Die Iris ist in ihrem oberen Teil mit leicht gelblichen Pigmenten versehen.

## Ähnliche Arten
Mantella laevigata hat zwar ebenfalls einen grellgelben Rücken, unterscheidet sich jedoch durch die schwarzen Beine. Die Art lebt in der nordöstlichen Küstenregion von Madagaskar, so dass es keine geographische Überlappung mit Mantella expectata gibt.

## Verbreitung und Lebensraum
Mantella expectata ist auf Madagaskar endemisch, wurde im Isalo Massif im Nationalpark Isalo nachgewiesen und lebt vorzugsweise in offenen, trockenen Gebieten in der Nähe von Schluchten und kleinen Wasserstellen.

## Lebensweise
Mantella expectata ist überwiegend tagaktiv. Die Fortpflanzungssaison erstreckt sich von September bis Dezember. Die Eier werden entweder an Felswänden deponiert oder unter Felsen abgelegt. Sie werden dann durch Regenwasser überflutet und durchleben die Metamorphose in kleinen Tümpeln. Bereits während der ersten aktiven Landlebensphase erreichen die Frösche die Geschlechtsreife. Dies ist insofern folgerichtig, als eine Lebensdauer von Mantella expectata von nur drei Jahren ermittelt wurde.

## Gefährdung
Aufgrund des sehr kleinen Verbreitungsgebiets wird Mantella expectata von der Weltnaturschutzorganisation IUCN als „endangered = stark gefährdet“ geführt. Eine Gefährdung der Art ergibt sich aufgrund von Lebensraumveränderungen durch Entwaldung, längere Dürren, Überschwemmungen, Bergbau, Entwässerung des Lebensraums, Verlust der genetischen Vielfalt wegen isolierter Populationen sowie durch illegale Entnahme dieser farblich attraktiven Art aus ihrem Lebensraum für den Tierhandel.